# IC 138
IC 138 је спирална галаксија у сазвјежђу Кит која се налази на листи објеката дубоког неба у Индекс каталогу.
Деклинација објекта је - 0° 41' 23" а ректасцензија 1h 33m 2,0s. Привидна величина (магнитуда) објекта IC 138 износи 14,0 а фотографска магнитуда 14,7. IC 138 је још познат и под ознакама UGC 1106, MCG 0-5-3, CGCG 386-5, PGC 5771.